# Кривая Дэвиса
Крива́я Дэ́виса (англ. Davies' J-curve) — принцип, выдвинутый американским социологом Джеймсом Дэвисом в статье 1962 года «К теории революции» в журнале «Американское социологическое обозрение». Согласно этому принципу революции происходят в ситуации, когда период подъёма, внушивший людям надежды, сменяется резким упадком. Дэвис утверждал, что не отчаяние и нужда ведут людей к протесту, а повысившиеся требования к жизни в период благополучия в государстве.
«Революции, скорее всего, произойдут, когда длительный период объективного экономического и социального развития будет сопровождаться коротким периодом противоположного состояния. Люди тогда субъективно боятся, что позиции, полученные с большим усилием, будут потеряны; это и делает их настроение революционным».
Джеймс Дэвис определил революции «как сильные гражданские беспорядки, которые вызывают смещение одной правящей группы другой, обладающей большей популярностью и поддержкой населения». Политическая стабильность и нестабильность, по мнению Дэвиса, в конечном счете зависят от настроений в обществе. Как неудовлетворённые бедные могут восстать, так и удовлетворённые богатые могут пойти на революцию. «Это неудовлетворенное настроение, а не материальное предоставление „соответствующих“ или „несоответствующих“ состояний обеспеченности в еде, равенстве или свободе, ведет к революциям».
Концепция Дэвиса получила широкое распространение и поддержку среди исследователей революций и социального протеста.

## Предшественники
Подобную мысль высказывал А. де Токвиль, считавший, что «революции вспыхивают не тогда, когда массы живут хуже в абсолютном смысле, а тогда, когда их положение несколько улучшилось, вызвав, однако, значительный рост ожиданий».